# Карагуататуба
Карагуататуба (порт. Caraguatatuba) — місто і муніципалітет штату Сан-Паулу, Бразилія. Населення становить 609 тис. осіб (2008 рік, IBGE), муніципалітет займає площу 1100 км². Муніципалітет є найбільшим на півночі штату, його економіка заснована на сільському господарстві і туризмі.